# Кво вадис (филм из 1951)
Кво вадис (Quo Vadis) амерички је историјски филм из 1951. у режији Мервина Лероја. Радња се темељи на знаменитом истоименом роману пољског књижевника Хенрика Сјенкјевича и смештена је у Рим у доба владавине цара Нерона (чији лик тумачи Питер Јустинов). Главни протагониста филма је римски војсковођа Марко Виниције (чији лик тумачи Роберт Тејлор), који се заљубљује у хришћанку Лигију (чији лик тумачи Дебора Кер); то се догађа у контексту све већег сукоба декадентног римског поретка (које симболизира развратни и полудели Нерон) са новом религијом првих хришћана.
„Кво вадис” је представљао један од најамбициознијих холивудских пројеката свог времена, који је гледаоцима настојао пружити до тада невиђени спектакл. У ту се сврху сниман је у римским студијима Ћинећита, где је у потпуности реконструиран стари Рим и израђено чак 32.000 појединачних костима - рекорд који до дан данас није оборен. Иако је номинован за осам Оскара, није добио ниједан. Упркос томе, сматра се филмом који је подстакао снимање низа епских, раскошних филмова са библијском тематиком у 1950-им.

## Радња
Римски патрициј Марко Виниције се враћа из рата. У Риму, у кући Аула Плаутија, упознаје Лигију, која је усвојена ћерка власника куће, она је талац, Лигијанка, а њено право име је Ћелина. Виницију се свиђа девојка, али она одбија његово претерано упорно удварање, јер је хришћанка и не може да воли незнабошца. Патрициј је огорчен и прибегава помоћи свом ујаку Петроније, који тражи од Нерона да Лигију преда Марку за конкубину. Лигија је одведена из куће хришћанских хранитеља.
На гозби, Марк покушава да се додвори лепотици, али она је и даље непоколебљива. Неронова жена, напротив, скреће пажњу на младића. После гозбе, Лигију треба одвести код Виниција, али захваљујући Акти, бившој Нероновој љубавници, која такође исповеда хришћанство, девојчица је пресретнута и сакривена.
Марк је бесан и свом снагом тражи несталу жену. Грк Хилон извештава да је Лигија хришћанка. После проповеди апостола Петра, у пећини у којој су се окупљали хришћани из Рима, Марко умало поведе Лигију са собом, али га рани Урса, слушкиња девојке, која се о њој брине од детињства. Прибравши се, Римљанин открива да га хришћани нису убили, па чак и неговали, али Виниције, након што је Лигија одбила да га прати, цинично ломи крст и одлази, показујући свим својим изгледом да не жели да разуме. и прихвати хришћанску религију. Лигија је шокирана његовим поступком, јер се заљубила у Марка.
У међувремену, Рим гори. Жртве очајнички траже одговорне. Нерон криви хришћане за палеж. Почињу масовна хапшења и погубљења. Апостол Петар бежи из Рима, али на путу среће Христа, који му замера кукавичлук; Апостол Петар се враћа. У једном од прогона животиња, Аулус Плаутиус и Помпониа Грецина, Лигијини усвојитељи, умиру. Апостол Петар, који је благословио мученике за Христа, бива ухваћен и на његову молбу разапет наглавачке на крсту. Упркос Виницијевим покушајима да спасе Лигију, она бива бачена у тамницу; као и друге, чека је смрт. Сам Марк је такође ухапшен. Пре распећа апостол Петар успева да благослови Виниција и Лигију на брак.
Петроније, који у почетку није одобравао масакр хришћана, схвата да му Нерон то неће опростити. Ујак Виниције окупља пријатеље, приређује гозбу на којој отвара своје вене, а његова конкубина Еуника добровољно се убија са њим, од самог почетка заљубљена у свог господара. Пре смрти, Петроније шаље писмо цару, у коме исмеје њега и његове таленте. Нерон даје наређење да се убију Петронијеви робови и уништи његова кућа.
Истовремено, Попеја Сабина, разјарена Виницијевом равнодушношћу према њеној пажњи, намерава да нанесе Марка патњама и пажљиво разматра каквом ће смрћу Лигија умрети.
Пре погубљења Марко и Лигија су раздвојени. Предодређена је да умре, растргнута на комаде турнејом коју је сама Попеа одабрала. Винисијус не може да интервенише – био је посебно везан, па је добио улогу немоћног посматрача. Срећом, Урс спасава девојку убивши Туру. Марко Виниције успева да ослободи руке, скаче у арену и објављује Галбину заверу да збаци Нерона.
Цар се крије у палати, где оптужује Попеју за сва зверства и убија је, задавивши је сопственим рукама. Али, плашећи се смрти, он наговара Акта, који и даље воли Нерона и моли га да изврши самоубиство, попут цара, да га убије. Ацта испуњава његов захтев, након чега плаче над његовим телом.
Марко и Лигија одлазе из Рима на Сицилију, сада нису у опасности. Успут се сусрећу са штапом апостола Петра, који је напустио када се вратио у Рим. Штап је чудесно процветао.

## Улоге
| Глумац           | Улога                     |
| ---------------- | ------------------------- |
| Роберт Тејлор    | Марко Виникије            |
| Дебора Кер       | Лигија                    |
| Лео Ген          | Петроније                 |
| Питер Јустинов   | Нерон                     |
| Патриша Лафан    | Попеја                    |
| Финли Кери       | Петар                     |
| Абрахам Софер    | Павле                     |
| Марина Берти     | Јунис                     |
| Бади Бер         | Урсус                     |
| Филикс Ејлмер    | Плаутије                  |
| Нора Свинберн    | Помпонија                 |
| Ралф Труман      | Тигелин                   |
| Норман Вуланд    | Нерва                     |
| Питер Мајлс      | Назарије                  |
| Џефри Дан        | Терпнос                   |
| Д. A. Кларк-Смит | Фаон                      |
| Розали Крачли    | Акта                      |
| Џон Радок        | Хило                      |
| Артур Волџ       | Кротон                    |
| Елспет Марч      | Мирјам                    |
| Стрелса Браун    | Руфија                    |
| Алфредо Варели   | Лукан                     |
| Вилијам Табс     | Анаксандар                |
| Пјетро Торди     | Галба                     |
| Николас Ханен    | Сенека                    |
| Адријена Кори    |                           |
| Бад Спенсер      | царски стражар            |
| Елизабет Тејлор  | хришћанска робиња у арени |
| Софија Лорен     | Лигејина робиња           |
| Волтер Пиџон     | наратор                   |

## Датуми премијера по државама
| - Велика Британија: 25. јануар 1952. - Канада: 1. фебруар 1952. - Бразил: 25. фебруар 1952. - Аргентина: 13. март 1952. - Уругвај: 3. јули, 1952 - Мексико: 6. август 1952. - Чиле: 10. септембар 1952. - Еквадор: 8. октобар 1952. - Венецуела: 8. октобар 1952. - Белгија: 7. новембар 1952. - Јужноафричка Република: 12. новембар 1952. - Индија: 13. новембар 1952. - Аустралија: 19. јануар 1952. - Филипини: 16. јануар 1953. - Сингапур: 22. јануар 1953. - Израел: 31. јануар 1953. - Португал: 18. фебруар 1953. - Зимбабве: 4. март 1953 (Родезија) - Италија: 5. март 1953. - Швајцарска: 24. март 1953. | - Хонгконг: 1. април 1953. - Ирска: 17. април 1953. - Нови Зеланд: 29. мај 1953. - Индонезија: 8. август 1953. - Египат: 20. август 1953. - Финска: 28. август 1953. - Јапан: 15. септембар 1953. - Француска: 1. октобар 1953. - Колумбија: 8. октобар 1953. - Шведска: 22. октобар 1953. - Луксембург: 1. јануар 1954. - Исланд: 5. фебруар 1954. - Шпанија: 11. фебруар 1954. - Грчка: 15. март 1954. - Аустрија: 18. март 1954. - Холандија: 30. април 1954. - Западна Немачка: 13. август 1954. - Норвешка: 23. август 1957. - Данска: 22. фебруар 1960. |